# ベニハワイミツスイ
ベニハワイミツスイ（学名：Vestiaria coccinea）、またはイイヴィ（ハワイ語: ʻIʻiwi）はハワイミツスイ科、またはアトリ科ハワイミツスイ族に分類される鳥類の一種。
本種単独でベニハワイミツスイ属 Vestiaria を構成する。

## 分布
ハワイ諸島固有種であり、数多くの絶滅種や絶滅危惧種を抱えるハワイミツスイ類のなかでは個体数はやや多いほうである。ゆえに今日もなおハワイ島、マウイ島、カウアイ島で姿を見ることができる。モロカイ島、オアフ島にも生息するが、個体数はずっと少ない。
ただ感染症に対する耐性がないため、その生息域は19世紀から次第に狭まってきており、今日では病原体やその媒介者である蚊が生育不可能なまでに寒冷な高地でしか見ることができない。

## 形態
成鳥の大きさはスズメ大程度。体色は真紅で、サーモンピンクの弓状に長く下向きに反った嘴を有する。翼と尾は黒い。

## 生態
長く下向きに反った嘴は、長い花管を有する花から花蜜を吸引するために進化したものであるが、今日ではそれほど花管の長くないオヒアの木 Metrosideros polymorpha の花蜜を主食としている。ハワイ大学の研究者によると、この食性の変化により本種の嘴の長さはこの100年の間に縮まっているといった報告がある。またハワイ島において季節毎に居住する標高を変えていることも報告されている。
他の多くの海洋島産固有鳥類同様、感染症に対する耐性がないので、それほど環境がかく乱されておらず、在来の固有植物による構成を保った森林中であっても、蚊が生息できる標高の低い場所では滅多に姿を見ることはない。鳥マラリア症(プラスモジウム) Plasmodium relictum の感染試験においては非常に高い率で死亡するといった結果が得られている。具体的には、感染した蚊に一度刺されただけで半数以上の個体が死亡した。

## 人間との関係
かつては羽毛がハワイのポリネシア系住民の王族など支配者層に珍重され、アフウラ(ケープ)やマヒオレ(かぶと)を飾るのに用いられた。学名はこの事実に基づいており、属名のVestiaria はラテン語の衣服を意味し、種小名の coccinea は真紅の体色を意味している。
現在はハワイ州やハワイ諸島を代表する鳥類として広く一般に認識されており、日本でも日本航空において近年行われたリゾートキャンペーンにおいて、本種の姿が機体に描かれていた。ただし、ハワイ州の州鳥はネネことハワイガンである
またハワイ諸島固有種であり、優美な形態と美麗な色彩もあいまって、ハワイ固有の自然環境保護を訴えるシンボルとしても多用される。しかし上述したように個体数は決して少ないとはいえず、危機的な状況にあるとは言えない。また本種をシンボルに用いることで、本種を含むハワイミツスイ類ばかりに注目が集まり、本当に危機的立場に置かれている固有カタツムリなどの保護がおざなりにされる傾向に対して、一部非難する向きもある。

## 参考資料
- A POCKET GUIDE TO HAWAI`I'S BIRDS, H. Douglas Pratt, ISBN 1-56647-145-1
- ドードーの歌―美しい世界の島々からの警鐘, David Quammen(原著),鈴木 主税 (翻訳), 河出書房新社, ISBN 978-4-309-25094-6

1. ↑  “Drepanis coccinea”. IUCN Red List of Threatened Species. doi:10.2305/IUCN.UK.2020-3.RLTS.T22720844A179228794.en.
2. ↑  イイヴィ（ベニハワイミツスイ）- ハワイの花・植物・野鳥図鑑